# 明安镇 (达尔罕茂明安联合旗)
明安镇，是中华人民共和国内蒙古自治区包头市达尔罕茂明安联合旗下辖的一个乡镇级行政单位。

## 行政区划
明安镇下辖以下地区：
莎茹塔拉嘎查、那仁宝力格嘎查、呼格吉乐图嘎查、希拉朝鲁嘎查、巴音杭盖嘎查、巴音满都拉嘎查、巴音塔拉嘎查和达茂巴润工业园区。